# Šolski center Šentjur
Šolski center Šentjur je slovenski javni vzgojno-izobraževalni zavod, s sedežem na Cesti na kmetijsko šolo 9 v Šentjurju, ustanovljen leta 1910. Ustanova nemoteno deluje od leta 1913.

## Organizacijske enote
- Srednja poklicna in strokovna šola
- Višja strokovna šola
- Dijaški dom
- Šola vožnje

## Srednja poklicna in strokovna šola
Srednja strokovna šola razpolaga z devetimi izobraževalnimi programi:
- Kmetijsko podjetniški tehnik
- Kmetijsko podjetniški tehnik (PTI)
- Živilsko prehranski tehnik
- Živilsko prehranski tehnik (PTI)
- Veterinarski tehnik
- Mehanik kmetijskih in delovnih strojev
- Slaščičar
- Pek
- Pomočnik v biotehniki in oskrbi

## Višja strokovna šola
Višja šola na nivoju rednega in izrednega študija izvaja naslednje programe:
- Gostinstvo in turizem
- Naravovarstvo
- Upravljanje podeželja in krajine
- Živilstvo in prehrana

## Dijaški dom
V dijaškem domu se lahko nastanijo dijaki in študentje, ki so vključeni v izobraževalne programe Šolskega centra Šentjur. Večina, 81 mest je namenjena dijakom, devet pa za študente.

## Šola vožnje
Šola vožnje Šolskega centra Šentjur izvaja predavanja cestno prometnih predpisov in izvaja izobraževanja za kategorije A,  A1,  A2,  AM,  B, in F.